# ココロのつぼみ
『ココロのつぼみ』は、2006年3月8日にソニー・ミュージックレコーズよりリリースされたsurfaceの19枚目のシングル。

## 解説
前作『FLY HIGH』から約4か月ぶりのシングルであり、2006年唯一発売されたシングルである。表題曲の「ココロのつぼみ」は、テレビ東京系テレビアニメ『CLUSTER EDGE』のエンディングテーマに起用されていた。
初回仕様特典として、クラスターエッジワイドラベルステッカーとsurfaceオリジナルカードが封入されていた。

## 収録曲
1. ココロのつぼみ
作詞:椎名慶治、作曲:椎名慶治・永谷喬夫、編曲:永谷喬夫・椎名慶治、Strings Arrangement：永谷喬夫
2. だいじなもん
作詞:椎名慶治、作曲:椎名慶治・永谷喬夫、編曲:永谷喬夫・椎名慶治、Brass Arrangement：澤野博敬
3. ハニカムハニ
作詞:椎名慶治、作曲:椎名慶治・永谷喬夫、編曲:永谷喬夫・椎名慶治
4. ココロのつぼみ -TV Edit-